# John Olav Nilsen & Gjengen
John Olav Nilsen & Gjengen è un gruppo musicale norvegese formatosi nel 2006 e scioltosi nel 2013.

## Storia del gruppo
For sant til å være godt (2009), album in studio d'esordio del gruppo, ha esordito alla 3ª posizione della VG-lista e ha fatto guadagnare alla formazione il loro primo Spellemannprisen, trionfando nella categoria rock. Due anni più tardi viene presentato il secondo LP Det nærmeste du kommer, numero uno in classifica e anch'esso candidato agli Spellemannprisen.
L'anno successivo è uscito il terzo e ultimo album della band; intitolato Den eneste veien ut, il disco ha esordito alla 2ª posizione della graduatoria norvegese, per poi finire in lizza per un Spellemannprisen.

## Formazione
Ultima
- John Olav Nilsen – voce
- Einar Vaagenes – chitarra
- Andrew Amorim – batteria
- Lars Eriksen – chitarra
- Daniel Maranon – percussioni
- Tim Bjerke – basso
- Nam Phuong Nguyen – basso, batteria (2006-2007), tastiera, sintetizzatore (2013)

Ex componenti
- Magnus Bøe Michelsen – tastiere (2007-2008)
- Robert Eidevik – basso (2007-2008)
- Jan Henning Buen – chitarra (2006)
- Jan Eivind Bertelsen – chitarra (2006)
- Anand Chetty – tastiere (2006)
- Alastair Guilfoyle – tastiere, sintetizzatore (2008-2013)

## Discografia

### Album in studio
- 2009 – For sant til å være godt
- 2011 – Det nærmeste du kommer
- 2012 – Den eneste veien ut

### Singoli
- 2010 – Skrekkfilm
- 2012 – Vinterkarusellen
- 2012 – Eurosport
- 2012 – Nesten som eg lever
- 2013 – Bensinbarn